# Monopeltis capensis
Monopeltis capensis là một loài bò sát trong họ Amphisbaenidae. Loài này được Smith mô tả khoa học đầu tiên năm 1848.